# MC.205 (航空機)
マッキ C.205 ヴェルトロ
イタリア王立空軍仕様のMC.205V
- 分類：戦闘機
- 設計者：マリオ・カストルディ
- 製造者：マッキ社
- 運用者：イタリア王立空軍
  - イタリア共和国空軍
  - イタリア共同交戦空軍
  - ドイツ国防空軍
  - イタリア軍事空軍（大戦後）
  - エジプト空軍（大戦後）
- 初飛行：1942年4月19日
- 生産数：262機[1]
- 生産開始：1943年2月
- 運用開始：1943年6月
- 退役：1947年（イタリア）
1950年（エジプト）
- 運用状況：退役

マッキ C.205（「Macchi C.205」「MC.205」とも記述され、"MC" は"Macchi Castoldi"の略）は、アエロナウティカ・マッキが生産し、第二次世界大戦において使用されたイタリアの戦闘機であり、MC.205Nオリオーネ（Orione、オリオン座の意）とMC.205Vヴェルトロ（Veltro、グレイハウンドの意）の2タイプが開発された。レジアーネ Re.2005およびフィアット G.55とともに、マッキ C.205は強力なダイムラー・ベンツ DB 605を搭載した3機種の「セリエ5」イタリア製戦闘機の一翼を担った。C.205は先行したMC.202 フォルゴーレの発展型である。MC.205ヴェルトロは約640 km/hの最高速と2門の20 mm機関砲および2丁の12.7 mm機関銃を装備し、連合軍および枢軸軍のパイロットから高く評価された。数多くの連合軍爆撃機を撃墜したことから、第二次世界大戦での最高のイタリア製航空機と広く認識されている。マッキ C.205はP-51D マスタングなどの戦闘機と同等に戦えることを証明し、ルフトヴァッフェも1飛行隊を編成して使用した。
連合軍最良の戦闘機に対抗し得たが、就役したのが大戦終盤だった。イタリアの戦時経済による制限のために、終戦までには少数の量産機が配備されたにとどまった。また、ヴェルトロはスピットファイア同様に組み立てに手間がかかることから、生産速度も遅かった。イタリアの最多撃墜王であるアドリアーノ・ヴィスコンティはヴェルトロに搭乗することのできた数週間の間に、自身の26回の撃墜記録のうちの11回を達成し、最多撃墜飛行曹長のルイジ・ゴッリーニはMC.205で14機を撃墜し、6機に損傷を与えた。

## 概要
MC.200 サエッタのエンジンをドイツのダイムラー・ベンツ製DB 601に換装したMC.202 フォルゴーレは成功を収め、イタリア空軍主力戦闘機として活躍した。軍はこの優秀な機体に更に高出力のDB 605エンジン（1,475馬力）を搭載することで更なる性能アップを目指した。
計画は、機体にも大幅な改造を施した本命の205Nと、最小限の改造で済ませた暫定の205Vの2本立てで進行した。オリジナルのDB 605を搭載した原型機は、共に1942年に初飛行したが、大幅な改良を施したわりには、205Nの性能は205Vとほとんど変わらず、むしろ速度では205Vより劣り、実用化の価値なしとして、205Nは早々に廃案となった。
ヴェルトロの量産化に当たり、フォルゴーレの場合と同じくDBエンジンがドイツ本国向けの生産に追われている状況で入手困難であることは予想がついていた。故に、軍はDB 601と同じくDB 605に関してライセンス契約を結び、フィアット社に於いてR.A.1050 RC.58 ティフォーネ（Tifone、台風の意）の名でライセンス生産の計画を同時進行させた。ただ、このエンジンの生産に手間取ったため、ヴェルトロの実戦投入はイタリア降伏の直前になってしまった。
ヴェルトロの武装はMC.205Vの初期生産型で12.7mm機銃×2（機首、プロペラ同調）、7.7mm機銃×2（主翼）というもので、これはフォルゴーレと同じであった。ただ、同じ武装のフォルゴーレが戦局の悪化に伴いイタリア本土に飛来してくるようになった連合軍の大型爆撃機に対し火力不足であるのを見て、後期生産型では機首の12.7mm機銃×2は同じだが、主翼の7.7mm機銃×2をMG151/20（ドイツ製20mm機関砲）×2へと換え、より重武装になっている。
ヴェルトロは1943年6月、シチリア島沖に展開する連合軍艦船へ攻撃を行った爆撃機の護衛任務でデビューした。その後イタリア降伏までの約2ヶ月に渡り、ヴェルトロは連合国の戦闘機と戦い、それらより優れていることを証明した。一例を挙げると、8月2日にヴェルトロ6機はP-38、P-40合わせて20機の敵機に遭遇したが、数にして3倍もの敵機を相手に6機を撃墜（被撃墜1機）するという戦果を挙げている。
MC.200、MC.202と続いたマリオ・カストルディ技師の設計による一連の戦闘機はMC.205ヴェルトロに至って完成した。そしてそれは第二次世界大戦においてイタリアが生み出した最優秀戦闘機でもあった。

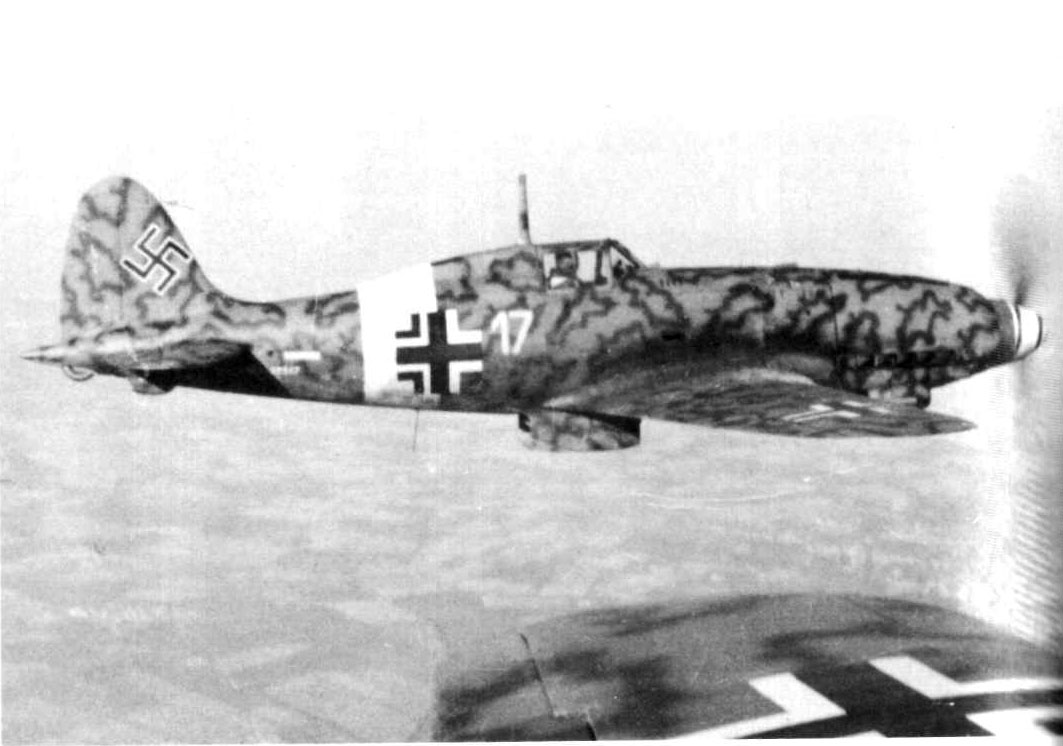
ドイツ空軍のマーキングで飛行するMC.205ヴェルトロ

一方、イタリア国内では7月25日にムッソリーニが憲兵隊に拘束され失脚し、後任のバドリオ政権下で連合国側と休戦交渉を進めた結果、9月8日にアイゼンハワーがイタリア無条件降伏を発表した。もっとも、これでイタリアの戦争が終わったわけではない。バドリオが連合国側に寝返る事をかねてから警戒していたドイツ軍はイタリア国内に軍を進め、ムッソリーニを救出しイタリア北部にイタリア社会共和国（サロ政権）を立てた。ここに南部のバドリオ政権（連合側）と北部のサロ政権（枢軸側）という分裂状態が生じた。
終戦時国内に残っていたヴェルトロは66機であったが、うち6機が連合国側へ移動し、イタリア共同交戦空軍  で使用された。一方、29機がサロ政権下のファシスト空軍、及びドイツ空軍で使用された。北部では降伏後も生産が続けられ、完成機はドイツ空軍に引き渡された。
大戦終結後もヴェルトロの運用は1947年まで続けられた。

## 設計と開発
MC.200 サエッタのエンジンをドイツのダイムラー・ベンツ製DB 601に換装したMC.202 フォルゴーレは成功を収め、イタリア王立空軍主力戦闘機として活躍した。1941年、MC.202戦闘機の能力のさらなる向上を求めて、イタリア王立空軍はドイツ製の出力1,100 kW（1,475馬力）スーパーチャージャー付き水冷倒立V12型エンジンであるDB 605のライセンス生産を決定し、このエンジンはフィアット社でR.A.1050 RC.58 ティフォーネ（Tifone、台風の意）として生産された。戦闘機メーカーがこのエンジンを使用したcaccia della serie 5（第5シリーズ戦闘機）開発のために招聘され、原型機で使用するために輸入したDB 605が供給された。各社の機体名称には数字の5が使用され、マッキ社の機体はC.202bisやC.203ではなく、C.205となった。
マッキ社はC.202でより強力な後継機種のDB 605とほぼ寸法が等しいDB 601エンジンを使用していた。このことは、C.202の機体をDB 605用に改修することが容易であることを意味した。計画は、機体にも大幅な改造を施した本命の205N（NはNewの意）と、最小限の改造で済ませた暫定の205Vの2本立てで進行した。オリジナルのDB 605を搭載した原型機は、共に1942年に初飛行したが、大幅な改良を施したわりには、205Nの性能は205Vとほとんど変わらず、むしろ速度では205Vより劣り、実用化の価値なしとして、205Nは早々に廃案となった。試験飛行ではフィアットG.55チェンタウロおよびRe.2005サジタリオはその広い翼面積によって高高度で良好な性能を発揮した。ヴェルトロは先行機種のフォルゴーレと同じ主翼を使用したが、重量が2,350 kgから2,581 kgに増加しており、翼面荷重も140 kg/m2から153.6 kg/m2に増大した。ヴェルトロの性能は、同様に高翼面荷重のドイツ機と似通っており、中高度で最良の性能を発揮して最高速度は642 km/hに達した。C.205ヴェルトロは、G.55およびRe.2005が配備されるまで生産された。
最初の100機の「ヴェルトロ・セリエI」の武装は機関銃だけだったが、多くの機体で20 mm MG 151 機関砲に換装された。「セリエII」は生産されなかったが、主翼に機関砲を標準搭載した150機の「セリエIII」が発注された。
前部胴体の再設計に手間取り、数か月遅れで205Nの準備が整った。プロペラ同軸搭載の20 mm機関砲と、エンジンカウルに4丁の12.7 mmブレダSAFAT機関銃を搭載し、それぞれ300～400発と1,400発の弾薬を積載した原型1号機C.205N1が1942年11月1日に初飛行した。この構成では最高高度は高くなったが、最高速度は629 km/hにとどまった。長く、流線型の後部胴体による良好な空力特性は最高速度620 km/hのMG 151を搭載したMC.205Vよりも良好だった。
原型2号機のC.205N2の初飛行は1943年5月19日に行われ、C.205N1より少し低速の628 km/hの最高速にとどまるとともに、運用高度に達するのにより長い時間を要した。この機体にはプロペラ同軸の20 mm機関砲1門に加えて、主翼搭載の2門の20 mm機関砲と、胴体搭載の2丁の12.7 mm機関銃を備えていた。弾薬としては600発以上の12.7 mm弾と、最大で900発の20 mm砲弾を積載したが、これはC.205N1に積載された弾薬よりもかなり重いとともに、レジアーネ機の490～550発およびフィアット機の650発の20 ㎜砲弾よりも多いものだった。とは言え、1,200機の航空機が発注され、設計はイタリアの降伏によって中止された。
Nシリーズの機体はC.205Vよりも優れた性能を発揮するはずだったが、マッキ社のテストパイロットだったグイード・カレスティアートはその飛行特性が軽量で機敏なC.205ヴェルトロよりも劣っていると指摘した。後者のシリーズも上昇中にオーバーヒートすることがあった。

### 設計
当初はC.202bisとして知られていたC.205は、全般的には先行機種のフォルゴーレに類似しているが、胴体部分にいくつもの差異がある：尾部は大きく、コックピットと胴体背面の「コブ」再設計されて、アンテナマストは大きなっており、各翼にもいくつかの変更が加えられた。C.202およびC.205のどちらも、エンジントルクの影響を補正するために左翼が右翼よりも20cm長くなっている。
C.205は単座、全金属、単葉の戦闘機であり、当初は迎撃任務が想定されたが、地上攻撃や直掩能力も有していた。長大な機首に3翅の定速金属プロペラを駆動するDB 605エンジンを収め、主燃料タンクがエンジンとコックピットの間に配置された。ラジエーターはコックピット直下の胴体中央下部に設けられ、短い胴体後部には無線装置、酸素ボンベおよび80リットルの予備燃料タンクが配置された。主翼は軽量アルミニウム合金と鋼で作られていて、2本の翼桁を備えて3つの部分に分かれており、翼内に2つの追加燃料タンクと完全引き込み式の脚間が広い降着装置が内蔵されていた。内翼の全金属性のフラップ以外の動翼は布地で覆われた金属枠で作られていた。ヴェルトロは自動防漏燃料タンク、防弾シートおよび防弾窓を標準で装備していた。窮屈なコックピットは限られた視界しか有していなかったが、いくつかの例ではバックミラーが取り付けられていた。
827 kg（通常時）のペイロードには完全装備のパイロット（85 kg）、燃料（307 kg）、2丁のブレダ機関銃（60 kg）、2門のMG 151/20機関砲（84 kg）、740初の12.7 mm弾（76 kg）、500発の20 mm砲弾（100 kg）および潤滑油（33 kg）、酸素ボンベ（12 kg）や無線機器などのさまざまなものからなっていた。これに加えて、100リットルの燃料タンクか160 kgの爆弾を主翼下面の2ヶ所のハードポイントに懸吊することができた。人員輸送機の不足から、C.205に対して胴体下部に8名の乗客を搭乗させる改造がなされ、他の人員とともに3名の第51飛行隊のパイロット（その中にはアドリアーノ・ヴィスコンティも居た）がイタリアの降伏後にこの方法でサルディーニャからイタリア本国に帰還した。
ヴェルトロは当初、サンドブラウンの下地に暗緑色の不規則な線がひかれたトロピカル・パターン迷彩が機体全面に施されていた（「煙の輪」と呼ばれていた）。イタリア国家空軍で使用された機体は全体が暗緑色（ほとんど黒に近い）で塗装されていたが、それ以外の機体はトロピカル・パターンのバリエーションを採用したりRLM 76ブルーの上にRLM 74グレーグリーンおよびRLM 75グレーバイオレットを配した、ドイツの「スプリンター・パターン」を本にした迷彩塗装が施されていた。

### 性能比較
以下はC.205（カストルディが設計した機体がしばし呼ばれるようにMC.205とも）の3種類の機体間での性能および特徴の比較である：
|                           |  | C.205V                        | C.205N/1              | C.205N/2              |
| ------------------------- |  | ----------------------------- | --------------------- | --------------------- |
| 最小重量 (kg)             |  | 2,581                         | 2,695                 | 2,759                 |
| 最大重量 (kg)             |  | 3,408                         | 3,621                 | 3,794                 |
| ペイロード (kg)           |  | 827                           | 926                   | 935                   |
| 上昇限度 (m)              |  | 11,200                        | 11,500                | 11,800                |
| 航続距離 (km)             |  | 950                           | 1,020                 | 950                   |
| 最高速度 (km/h)           |  | 642/620 (高度7,500 mにて) [1] | 629 (高度6,500 mにて) | 628 (高度6,500 mにて) |
| 高度5,000 mまでの上昇時間 |  | 4分47秒                       | 5分46秒               | 6分14秒               |
| 高度6,000 mまでの上昇時間 |  | 5分53秒[2]                    | 6分07秒               | 7分38秒               |
| 高度7,000 mまでの上昇時間 |  | 7分06秒[2]                    | 7分45秒               | 9分07秒               |
| 高度8,000 mまでの上昇時間 |  | 9分09秒[2]                    | 9分25秒               | 10分47秒              |
Notes:

1. シリーズ I/III

2. 理想条件下
これらの数値は各バリエーションの相対的な性能を示すものであり、オリオーネ、特にN2が重量増加の結果として（特に上昇時に）苦しかったことを示しているが、異なる試験条件で得られた値なので真の意味で各バリエーションを代表するものではない。2つのNバージョンとは対照的に、ヴェルトロは軽量（フル装備ではなく3,250 kg）で2,750 rpmの非常用出力を使用して試験された。完全装備で2,600 rpmで発揮される（非常用ではない）コンバット・パワーを使用した場合、ヴェルトロ IIIシリーズは6,000 mまで上昇するのに7分間を要した。

## 生産
評価試験が完了すると、C.205は最初の発注の250機の一連の生産を開始した。量産1号機が工場から集荷されたのは1942年9月だった。エンジンおよび戦略物資不足から、生産速度は非常に遅いもので（おおよそ、月に12機）、1943年4月になってマッキ社は第1シリーズの100機の生産を完了した。生産機数が177機に達したのは9月までを要し、146機がイタリア王立空軍に引き渡された。

## 運用歴

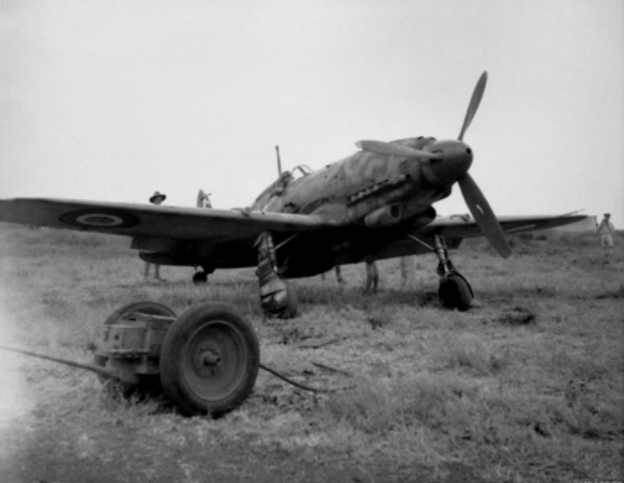
シチリア島（イタリア）のカターニア飛行場で発見されたイタリア製マッキ C.205ヴェルトロ

C.205は初飛行の5ヶ月後には生産が開始され、1943年2月には前線に配備された。4月の終わりにパンテッレリーアを拠点とした第1航空団がC.205を装備した最初の部隊として、地中海でチュニジアに行き来する船団および飛行機群の護衛任務に投入された。最初の出撃で、22機のC.205は数に勝るカーチス P-40およびスーパーマリン スピットファイアと交戦して良好な戦果を納めた。その後の数ヶ月、イタリア王立空軍のC.205は、当時地中海に駐留していた4,000機の連合軍機とのいくつかの大きな戦闘に参加した。5月の終わりに、パンテッレリーアの脆弱性から第1航空団は拠点をシチリアのシゴネラ飛行場と、ラグーザの南西15 kmのフィノッキアーラの小規模な滑走路にに移した。1943年6月8日、第1航空団の15機のC.205は、パンテッレリーアの防御を破ろうとする連合軍艦艇を攻撃する雷撃機を護衛した。6月の終わりに、航空団には運用可能なヴェルトロが無くなっていた。6月24日、第1航空団はオゾッポに向けてシチリアを離れ、後にロンキ・デイ・レジョナーリに移り、第4航空団と交代した。数人のパイロットはウーディネに戻ったが、残りの機体は他の部隊に合流した。
1943年1月にアフリカを離れた第4航空団は、カンポフォルミド飛行場（第10飛行隊）とブレッソ飛行場（第9飛行隊）でマッキ C.202とC.205を補充された。その後、部隊はローマ・チャンピーノ空港に移動した。1943年7月9日（連合軍のシチリア侵攻前夜）、第4航空団はカターニア平原を拠点とし、10機のヴェルトロと38機のフォルゴーレ（イタリアの部隊はヴェルトロだけでは編成されていなかった）が補充された。後に追加の10機のC.205を受領した。イタリアのパイロットは1日に6回以上出撃していたが、7月14日に連合軍の落下傘兵がカターニア平原に降り立つと、第4航空団は時間内に修理できなかった4〜5機の損傷したC.205に火を放ったのちに、カラブリア州のクロトーネ飛行場に撤退せざるを得なかった。
第51航空団はサルディーニャで善戦したが（8月2日の戦いは別として）、特に7月終わりと8月の初めに大きな損失を被った。ティト・ファルコーニ中佐が指揮する第3航空団も実戦でヴェルトロを飛ばす機会に恵まれた。この当時チェルヴェーテリを拠点として、ローマ防衛任務についていた第83、85、95飛行中隊、第3航空団の第18飛行隊は、いずれも多数のC.205を受領した。ファルコーニ司令官は、ルイジ・ゴッリーニ曹長、フランコ・ボルドーニ中尉、グイード・フィッビア元帥らの、もっとも優秀なパイロットにC.205を割り当てた。第3航空団はこの新型機を活用し、ラティウム上空でアメリカ軍爆撃機と戦闘機を効果的に迎撃した。「マッキの戦闘機はいくつかの優れた資質があり、イタリア人パイロットは最高速度644 km/hのこの機体を最大原因活用した。」
第二次世界大戦の最も偉大なイギリス軍戦闘機パイロットのダンカン＝スミス空軍大佐（DSO&殊勲飛行十字章）はマッキの機体とイタリア人飛行士の双方に敬意を払っていた：

一般的にイタリア人パイロットの飛行水準は非常に高く、特にマッキ205との戦いでは、我々のスピットファイアと非常によく似た旋回とドッグファイトが可能な機体が相手だった。

先行機種と同様に、初期のヴェルトロの武装は貧弱だったが、戦闘では良好な能力を示した。グイード・カレスティアートは、C.205を「知る中で最も優れたイタリア製戦闘機」だったと述べている。C.205のエースとなったルイージ・ゴッリーニは、24機撃墜のうちの19機をC.205であげている（自身も4回ないし5回撃墜されたが）。ゴッリーニは1943年7月に12機の撃墜を主張していたが、そのうちの何機かはヴェルトロによるものだった。

### パンテッレリーアの戦い
第1航空団は最初のヴェルトロを南イタリアの基地を巡って戦うのに間に合うように受領した。自由哨戒では、24機のヴェルトロ（全生産機数の約1/10）と9機のフォルゴーレを投入し、この地域の敵機を迎撃しようとした。1943年4月20日にボン岬とムスタファ岬の間の哨戒中に、イタリア軍戦闘機隊はパンテッレリーアの西35 kmで大規模な敵機の編隊を発見した。イタリア隊は自機よりも低空を飛行していた南アフリカ空軍の第1、92、417および601飛行中隊に接近を開始したが、上空援護を行っていた145飛行中隊のポーランド人パイロットが操縦する6機に驚かされた。彼らは他のスピットファイアと合流し、33機のマッキは自分たちが60機以上のスピットファイア（主としてMk VCおよびおそらくMk VIIIとIX）と直面していることに気がついた。イタリア人パイロットは、14機を海上で、1機をアフリカ上空での15機の撃墜（1機は500発を発射したバスチロット元帥によるもの）を主張した。
しかしながら、この戦闘に関する他の分析では、イタリア側の地上の観測者が14機が海上や陸上にしたと主張しているが、深刻な損傷を負ったのは英空軍145飛行隊の飛行将校ドレッキが操縦したスピットファイアだけだったという事実にもかかわらず、イタリア王立空軍のパイロットは4月20日には合計17機が任務についており、この交戦で15機のスピットファイアを撃墜したと主張している。見返りに3機のC.205Vが失われた。この交戦には第77戦闘航空団のBf 109が関わっていた可能性もある。
連合軍の記録によると、撃墜されたC.205Vは2機（アンドレオリ中尉とファネッリ中尉）のみで、もう1機はボン岬付近に不時着したため、損失が2人となっている資料と3人となっている資料が生まれるもとになっているものの、アフリカに不時着した1機がヴェルトロだったのかフォルゴーレだったのかは定かではない。少なくとも他の1機のマッキが損傷し、パイロットが負傷した。このように、イタリア側の主張は、連合国側の飛行隊報告書に記載されたいかなる損失とも一致しなかった。

### カーポ・ディ・プーラの戦い

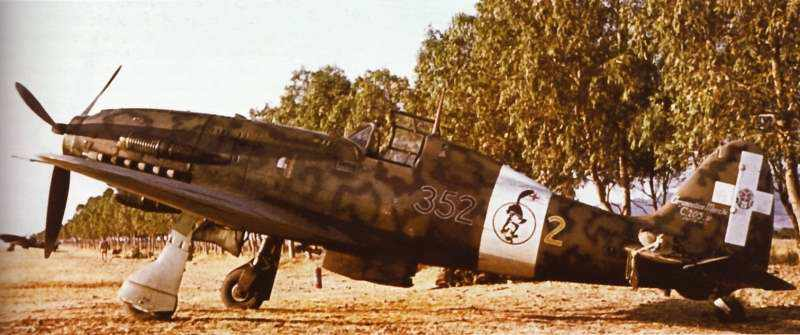
イタリア王立空軍第51航空団第352飛行隊の第1シリーズC.205V、1943年夏にサルディーニャ島カポテッラで撮影

1943年8月2日、2機のイギリスのボーファイターが撃墜され、イタリア軍は捜索救助任務に4機のC.205Vに護衛されたカント Z.506 アイローネを差し向けた。P-40の一団がZ.506を攻撃し、ヴェルトロによって防御されたにもかかわらず1機のアメリカ軍戦闘機がZ.506に突っ込んで、両機は海に沈んでしまった。
アメリカ空軍のPBYカタリナによる捜索救助任務も、12機のP-38に護衛されて行われた。エンニオ・タラントラに率いられた第51航空団のC.202およびC.205がこの部隊を迎撃した。カタリナはサルディーニャ島沿岸で不意をつかれ、荒れた海面でプロペラブレードを破損した。イタリア側は12機のP-38をすべて撃墜したと主張したが、アメリカ側は損失なしに枢軸側の戦闘機を3機ないし4機撃墜したと主張した。後の記録によれば、撃墜されたのはカタリナと、タラントラの親友であるビアンキ元帥のC.202だけだった。
タラントラが主張したP-38に対する2〜3機の撃墜は、入手可能ないかなるデータからも裏付けられていないが、アメリカ側による撃墜されたパイロットを探すそれ以上の捜索救助活動は行われなかった。カタリナの乗組員は、機銃掃射で殺害された一名をのぞいて英海軍の高速艇に救助されたが、この艇長は悪条件の海況、沿岸からの砲撃、航空機からの攻撃の中で生存者を救出したことで殊功勲章を授与された。

### ローマ防衛
1943年中ごろ、ゴッリーニは第3航空団に支給された3機のC.205のうちの1機を手に入れた（他の2機は別のエース達、フランコ・ボルドーニ＝ビスレリ、グイード・フィッビア元帥に割り当てられた）。「ローマ防衛」に従事した6週間で、ゴッリーニはC.205での撃墜王になっており、降伏までに3機のコンソリデーテッド B-24 リベレーター、3機のロッキード P-38 ライトニング（3機は損傷のみ）、2機のB-17および2機のスピットファイアの戦果を主張した。
新型機の不足から、ヴェルトロのようにより進化した戦闘機は、ビットリオ・ミングッツィのような通常最も優秀で経験豊富なパイロットに与えられた。

### 降伏以降
1943年9月8日のイタリアの降伏時点で、イタリア王立空軍は177機のヴェルトロを受領していたが、残っていた使用可能機は66機だけだった。このうちの6機はイタリア共同交戦空軍として務めるために連合軍の飛行場に飛来した。

### イタリア国家空軍
合計29機のC.205がイタリア北部の飛行場にたどり着き、イタリア社会共和国（RSI）のイタリア国家空軍（ANR – Aeronautica Nazionale Repubblicana）で使用された。
マッキ社は、1944年5月に連合軍の爆撃で生産停止するまでに、シリーズIIIの残り72機をANR向けに生産した。降伏後の航空機生産の統計は不明確で不完全なものである。同じ機器ないし少なくとも同等の品質の部隊に組み込まれ、ドイツのレーダーで誘導されて、RSIでのC.205は概して良好に機能した。数は少ないながらも、連合軍の爆撃機と戦闘機に損失を与えることに成功した。イタリア国家空軍の最初の空戦は（その時点ではドイツ軍のマーキングのままだったが）1944年1月3日に行われた。イタリア人エースパイロットのアドリアーノ・ヴィスコンティ大尉に指揮されたC.205の編隊は、ヴィッラール・ペローザのRIV工場を爆撃するボーイング B-17 フライングフォートレスと、護衛のロッキード P-38 ライトニングを迎撃した。1月24日、マッキ205部隊はフリウーリにある2つの基地に移動した。1月28日、イタリア軍マーキング施されたC.205部隊はB-24 リベレーターの撃墜に成功したが、これはアメリカの4発爆撃機の初撃墜だった。撃墜スコアはヴィスコンティの編隊僚機を操縦するマルコンチーニ軍曹に記録された。
ウーディネに駐屯していた第1飛行隊には数機のヴェルトロが配備されていた。ある著作者によると：

1944年2月初頭、連合軍の4発爆撃機と、護衛のP-51を攻撃する任務を帯びて第1飛行隊がレッジョ・エミリア近郊の基地に移転してきた。当時の最高の戦闘機とのドッグファイトはイタリアのパイロットを苦しめたが、高い代償を払ったものの58機のマスタング撃墜を主張することができた。1944年5月末、ANRのC.205は残り少なくなっており、部隊はフィアット G.55に装備を改める必要があった。

数機のヴェルトロがヴィチェンツァに駐屯する第3飛行隊に配備され、さらに他の小さな部隊ににも配布された。イタリア王立空軍もまた、C.205Nの上昇中のオーバーヒートに悩ませており、否定的な意見を有していた。カンポフォルミド飛行場を拠点とする、ANR第1飛行隊はC.205を装備していた。1月3日の最初の作戦でイタリアの戦闘機パイロットは4機のP-38 ライトニングを撃墜し驚きを与えた。2月25日までに、第1飛行隊は9機の損失で26機の撃墜を報告している。3且11日に非常に激しい空中戦が繰り広げられた。イタリア軍は12機の撃墜を主張したが、攻撃を受けた機体から脱出してパラシュート降下中にP-38 ライトニングを操縦するアメリカのパイロットに殺害されたボスクッティ中尉を含む3名が戦死した。3月18日、第1飛行隊の30機のC.205と第77戦闘航空団が合流して約450機の連合軍爆撃機と護衛機と戦闘になり、少なくとも4機の連合軍機を撃墜したが、ザッカリア伍長がパラシュート降下中にまたしてもP-38のパイロットに至近距離から銃撃された。連合軍は1944年4月にマッキ及びフィアットの施設を爆撃で破壊し、戦闘機製造を終焉に追い込んだ。製造の中断によって、イタリア軍は3つの飛行隊のほとんどをBf 109で補充することになったが、これはドイツが即座にBf 109G-6sおよびBf 109K-4sなどの最良の機種の提供を申し出たことによる。連合軍はイタリア共同交戦空軍（ICAF）に対して寛大ではなく、ヴェルトロと改良されたC.202などは徐々に使い古しのP-39およびスピットファイアへと起きかられたが、1944年の夏以降のことだった。

### ドイツ国防空軍での運用

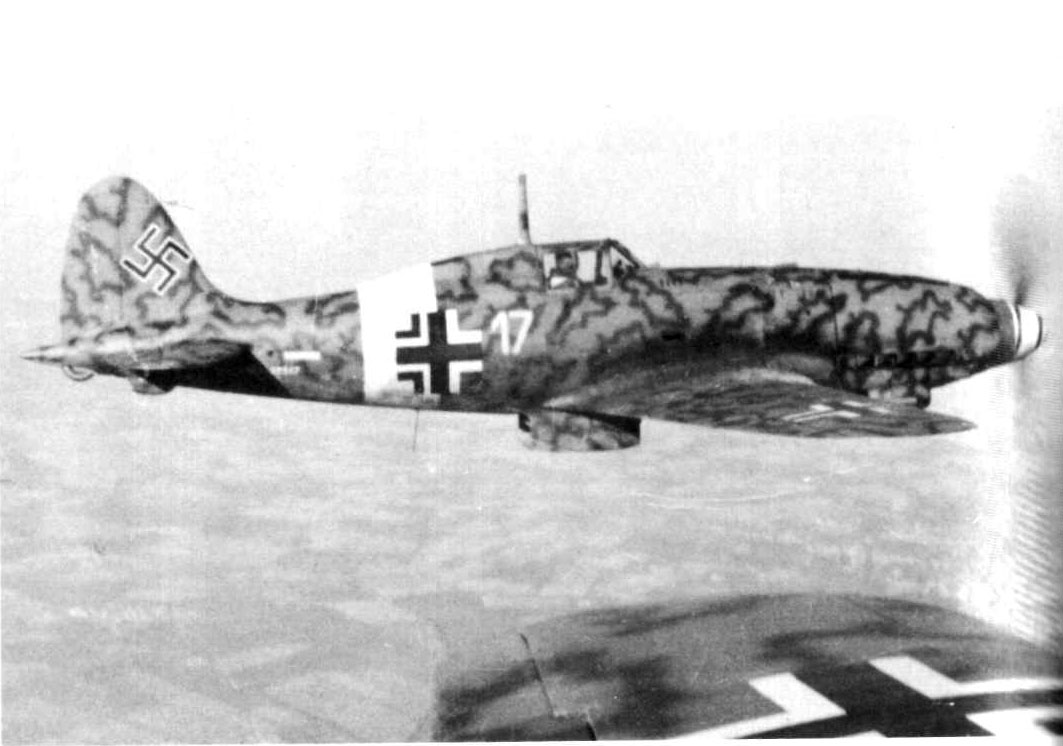
ドイツ空軍のマーキングで飛行するMC.205ヴェルトロ

ドイツ国防空軍第77戦闘航空団第II飛行隊（II. /JG77）では、Bf 109が再配備されるまでの1943年10月から12月にかけての2か月の間徴発したC.205Vを運用した、。この結果、胴体中央部のイタリア軍の白線マーキング上に黒い十字の塗装が施されたV.205の写真が残されている。ドイツ軍はC.205Vにあまり興味を持たず、1943年春の初期の評価でも感銘を受けることはなかった。KTB（歴史日記）の1943年11且25日のページで言及されている：「飛行隊には23機のマッキがあり、そのうちの11機は飛行準備が整っている。マッキは急旋回で制御不能に陥る性質を覗けば高速で優れた飛行特性を有している。パワフルであるにもかかわらず、この戦闘機は行動中に信頼できない無線装置のせいで不便である。燃料と弾薬の補給は時間がかかり困難であり、飛行準備に余計な時間を要する。本日の任務では17機のマッキが投入されたが、無線のコントロールのお問題で遅延が発生し、敵機を迎撃することができなかった」。ドイツ軍による短期間の運用の間に、少なくとも5機のヴェルトロが事故で失われたが、これはしばしイタリア製戦闘機のスロットルレバーが逆向きに操作するようになっていることに起因した（ドイツおよび連合軍の戦闘機ではスロットル開は前方であって、後方ではなく、このことがさまざまなミスの原因となった）。戦闘機の損失は1943年9月27日にアルベンガ近郊で発生した。この事故で2名のドイツ軍パイロットが死亡し、ほかにも負傷者が発生した。その一方で、ドイツ軍が少なくとも1機の、もしかすると2機のP-38の撃墜を主張した1回だけの空戦が記録されている（1943年12月1日）。
II. /JG77にBf 109が再配備された後は、C.205はイタリア軍部隊に送り返された。数機のヴェルトロは第53戦闘航空団によってフェリーされた。

### クロアチアでの運用
少数のC.205が1944年にクロアチア独立国空軍 Zrakoplovstvo Nezavisne Države Hrvatske（ZNDH）で運用されたが、クロアチアのヴェルトロは数回出撃しただけで、ユーゴスラビアの空を群飛んだ連合国戦闘機の波に駆逐された。1944年6月30日に、東部戦線からの帰還兵（ジョシプ・ヘレブラント少佐、リュデヴィト・”ルージョ”・ベンセティック中尉およびボジダール・”ボスコ”・バルトゥロヴィック軍曹）が操縦する3機の直前に届いたC.205が、経験不足のパイロットが操縦する3機のC.202とともに、ナチス・ドイツの化学工場、捕虜収容所および強制労働キャンプが位置するブレッチハマーの爆撃に向かうアメリカ空軍の15機の爆撃機を阻止するために離陸した。マッキはビェロヴァル上空でアメリカ空軍の爆撃機と、護衛の第52戦闘航空団第5戦隊のP-51 マスタングを攻撃したが、5機のイタリア製戦闘機が爆撃機の防御火器とマスタングによって撃墜された。ベンセティック（最終的に15機撃墜のエース）と彼のヴェルトロだけがザグレブの基地へ帰投することができた。ヘレブラントとバルトゥロヴィックは脱出して生還し、最終的にそれぞれ11機と8機の撃墜を記録した。

### 戦後
1948年から1949年にかけて、エジプトは62機の修理再生品のC.205Vを受領したが、そのうちの41機はC.202の機体を改修したものだった。1948年5月、8機のC.205Vと16機のC.202改修機が届き、1949年2月には3機の新造機と15機の元MC.202が、そして5月には10機のMC.205と10機のMC.202改を得た。この最後の契約は最終的なものではなく、第一次中東戦争（1948年-1949年）の終結を考慮して、戦闘機はイタリア共和国空軍（AMI）に引き渡された。エジプトは19機のG.55も発注しており、シリアはさらに16機の新造機を発注していた。
新造されたヴェルトロはフル装備だったが、フォルゴーレからの改造機は2丁の12.7 mmブレダ機関銃を装備するだけだった。これらの機体は全生産機の中でも最軽量のシリーズであり、最高の性能を発揮したが貧弱な武装は深刻な問題だった。合計15機のマッキが第一次中東戦争終結前にエジプトに引き渡され、短期間イスラエル航空宇宙軍と戦った。翼下の爆弾架を備えた数機のヴェルトロはイスラエルのターゲットに対する対地攻撃任務に使用された。1949年7月7日、1機のC.205がイスラエルのP-51D マスタング撃墜を報告した。一方、2機ないし3機のヴェルトロが7月の終戦までにイスラエル空軍機によって撃墜され、それ以外に6機が修理中だった。
イスラエルの諜報機関は、当時イスラエルとアラブ諸国の双方に供給していたイタリアでの爆弾テロに反応した。1947年2月15日、SM.95旅客機が、おそらく破壊工作によってローマから離陸してすぐに破壊された。機内にはエジプトの王女、数人に政治家およびイタリアの情報将校が搭乗していた。続いて1948年9月18日ヴェネゴーノで爆弾テロが行われ、複数の爆発物によって格納庫1つが損傷し、マッキの施設内の3機のMB.308と1機のMC.205が破壊された。完全には破壊されなかった格納庫内には、エジプト向けのヴェルトロが数機置かれていた。エジプトが発注したG.55はすべてブレダ12.7 mm機銃4丁を装備した新造機で、16機が単座で、3機が複座だった。シリアはG.55Aを16機（全て単座）を発注していた。
機体番号は、マッキの第1バッチ：1201–1224、第2バッチ：1225–1242、フィアットG.55A（単座）：91214–91220, 91225–91229、G.55B（複座）：91221-91224となっている。
最後のバッチのヴェルトロは1951年に引き渡され、これらの機体は主に第2航空団で1950年代中葉まで使用された。最終バッチの20機のヴェルトロ（10機の元MC.202、6機のヴェルトロ第3シリーズ、4機の第1シリーズ）がイタリア共和国空軍に割り当てられ、1951年5月29日まで継続的に引き渡された。最後のMC.205は1955年に退役したが、ヴェルトロの公式退役時期（1951年頃）には英米のジェット戦闘機が驚くほど安価に入手できたため、退役のプロセスは速かった。フォルゴーレは、C.202をヴェルトロに改造した機体をのぞいて1948年に登録が抹消された。

## 連合軍テストパイロットの意見
大英帝国勲章、殊勲十字章、空軍十字章叙勲者で、主任海軍テストパイロットにして敵航空機飛行隊指揮官だったエリック・ブラウン大尉は、ヴェルトロをテストした時にいかに感銘を受けたかを回想している。「今まで飛ばした中でもっとも素晴らしい飛行機の一つはマッキ MC.205です。とても美しい。そしてイタリアの造形とドイツの技術の完璧な組み合わせに接することができる。ダイムラーベンツ DB605が搭載されていると思う。飛ぶことが本当に楽しく、連合軍のプログラムでなんでもできる機体だった。しかし、繰り返しになるが、イタリアが降伏する直前に現れたので、あまり使用されなかった。我々はこの機体でテストを行い、非常に感銘を受けた。コックピットは狭かったが、Bf109ほどではなかった。」

## 派生型
限定的な生産数と現役期間の短さから、C.205にはいくつかの変更点しか見られることがない。最初の100機の後で、主翼搭載の7.7 mm機銃は2門の20 mm MG 151 機関砲に換装された。
M.C.205
2丁の12.7 mmおよび2丁の7.7 mm機銃を搭載した1機の原型機。
M.C.205V
主な量産タイプ
M.C.205S
胴体搭載の機関銃を200リットル燃料タンクに置き換えた、長距離護衛戦闘機。量産タイプから18機が改修された。
M.C.205N
提案されたC.202由来のC.205Vよりもより顕著な設計変更を盛り込んだDB 605搭載戦闘機。この機体には翼幅が11.25 mに伸ばされ、翼面積が19 m2に広げられたた新しい主翼と、9.5 mに延長された胴体が与えられた。胴体内には、最終的に20 mm MG 151 機関砲が搭載された。重量の増加が性能と操縦性の低下を招いた。
M.C.205N-1
高高度迎撃戦闘機の原型機。4丁の12.7 mm機銃が胴体に、1門の20 mm機関砲がプロペラ同軸に搭載された。
M.C.205N-2 オリオーネ高高度迎撃戦闘機の原型機。3門の20 mm機関砲と2丁の12.7 mm機関銃を搭載した。機関銃カバーは流線型のものに交換された。
M.C.206
C.205N/1と同様の武装だが、主翼が大きいが軽量のもの（21  m2）を備えた機体。重量の軽減によってC.205V同等の性能を取り戻した。大きな主翼が高高度での飛行を可能とした。1機の原型機が完成前に連合軍の爆撃で破壊された。
M.C.207
ダイムラー・ベンツ DB 603エンジン搭載。そのほかはC.206と同等だが、武装は20 mm機関砲4門とされた。建造されず。

## 運用国

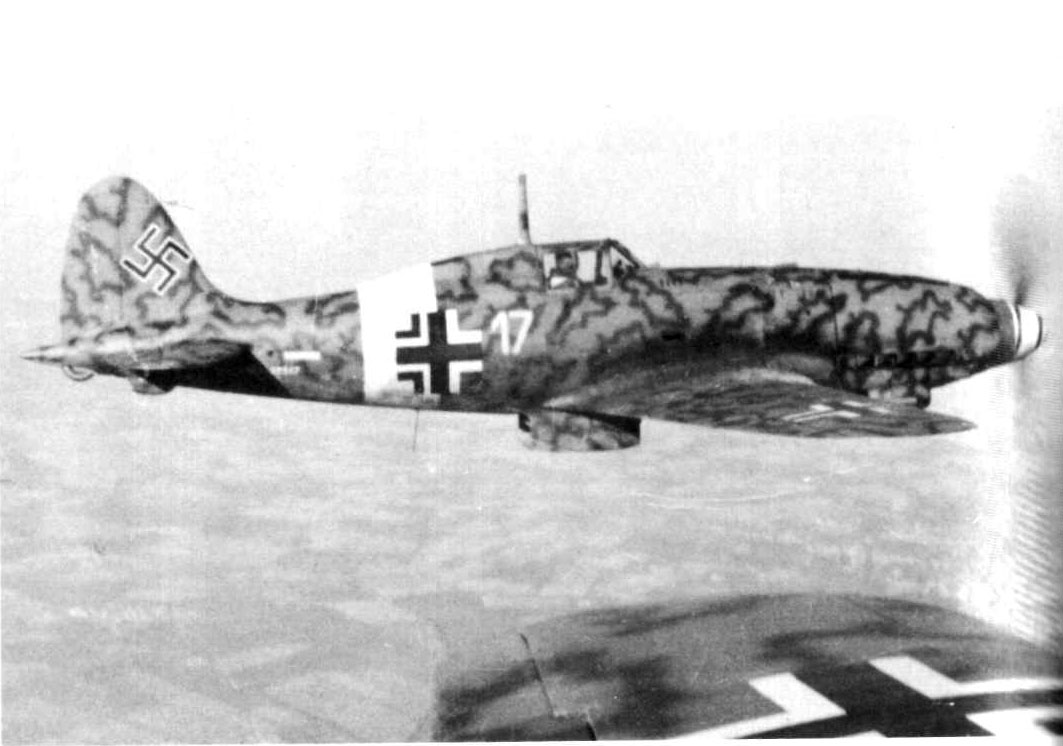
1943年のドイツ軍マーキングが施されたマッキ C.205

クロアチア独立国
- クロアチア独立国空軍（英語版）は4機を受領した

 エジプト
- エジプト王立空軍（英語版）
  - 第2航空団

 ナチス・ドイツ
- ドイツ国防空軍
  - 第77戦闘航空団第II飛行隊は25機を運用した

 イタリア王国
- イタリア王立空軍（英語版）
- イタリア共同交戦空軍（英語版）は6機を受領した

イタリア共和国
- イタリア共和国空軍は101機を受領した

 イタリア
- イタリア空軍は数機のマッキ C.205を1947年まで運用した[40]

 オーストラリア
- 王立オーストラリア空軍 1機のマッキ MC.205V第1シリーズが、1943年の夏にシチリア島パキノ飛行場でオーストラリア軍によって無傷で鹵獲された。これは主翼内に機関砲を搭載せず、プロペラと同期したエンジンカウリング内の2丁の12.7 mm機銃と、主翼内の2丁の7.7 mm機銃を搭載した第1シリーズのMC.205だった[41]

## 現存する機体

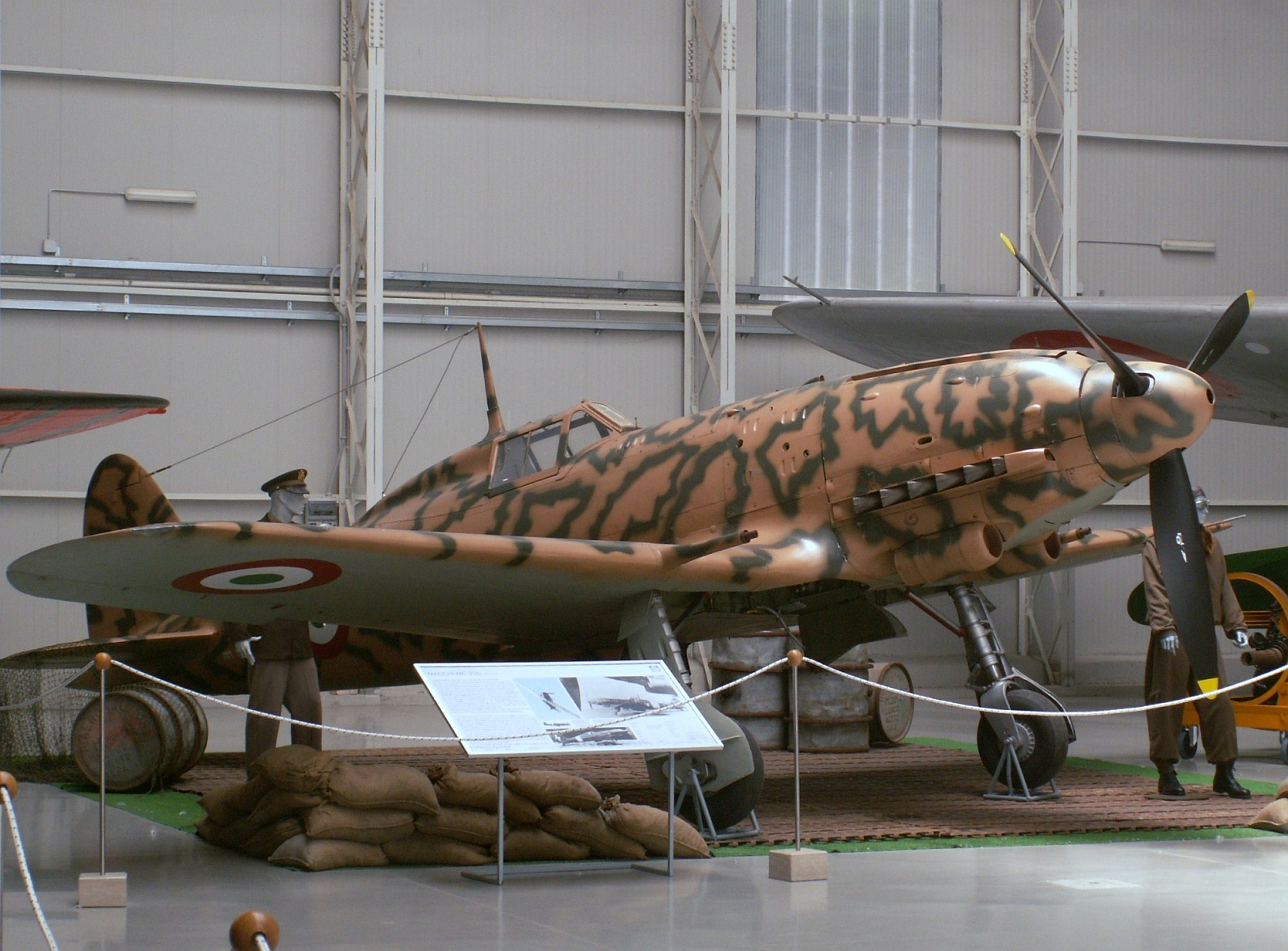
ヴィーニャ・ディ・ヴァッレのマッキ C.205

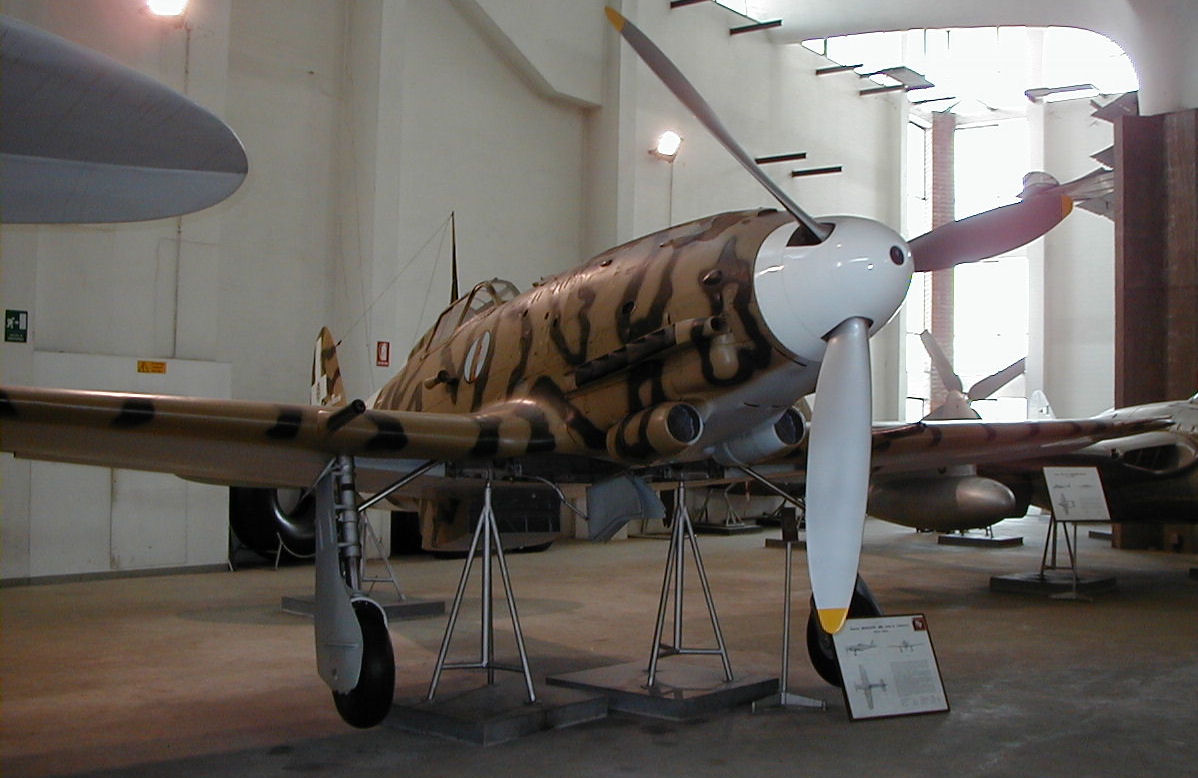
マッキ M.C.205V ヴェルトロ（グレイハウンド）

今日、3機のヴェルトロが現存しており、そのうちの1機は飛行可能な状態に修復されて1986年までは各地で飛行展示に参加した。
保存されている全てのC.205はそれぞれの部品とC.202の部品を組み合わせて組まれている。
機体番号MM.19818の1機（登録番号MM9327と塗装されている）はミラノにあるレオナルド・ダ・ヴィンチ国立科学技術博物館に展示されている。修復は、フィアットおよびアエルマッキの協力のもとにイタリア空軍によって1981年に完了した。
他の2機はヴィーニャ・ディ・ヴァッレにあるイタリア空軍博物館に展示されている。MM.9546がMC.205として、MM.92166がMC.202として展示されている。
2006年11月、コッレッツォラでパイロットが操縦席に座った状態の墜落したC.205のエンジンとコックピットが地下8 mから発見された。
1機のC.205のレプリカをローマの Palazzo dell'Aeronautica（イタリア空軍本部）の外で見ることができ、もう1機がヴィッツォーラ・ティチーノのヴォランディア公園・飛行博物館にある。
| 型名                     | 番号         | 機体写真 | 所在地                | 所有者                                                   | 公開状況 | 状態     | 備考 |
| ------------------------ | ------------ | -------- | --------------------- | -------------------------------------------------------- | -------- | -------- | --- |
| MC.202 セリエX MC.205V   | MM9546       |          | イタリア ローマ県     | ヴィーニャ・ディ・ヴァッレ空軍歴史博物館                 | 公開     | 静態展示 | ブレーダ社で1942年7月から9月の間にセリエXとして製造された100機のうちの1つ。1948年にMC.205Vに改修された。 |
| MC.202 セリエXII MC.205V | MM91818 6665 |          | イタリア ミラノ県     | レオナルド・ダ・ヴィンチ国立科学技術博物館               | 公開     | 静態展示 | ブレーダ社で1943年5月から8月の間にセリエXIIとして製造された150機のうちの1つ。MM9327号機という塗装がされている。 |
| MC.205V セリエIII        | MM92166      |          | イタリア ヴァレーゼ県 | アレーニア・アエルマッキ社ヴェネゴーノ・スペリオーレ工場 | 非公開   | 静態展示 | エジプト空軍向けに製造された、10機のオリジナルMC.205とMC.202から再生された10機のセリエIIIのうちオリジナルの1機。現在はヴァレーゼ＝ヴェネゴーノ飛行場の西に隣接するレオナルド・エアクラフト部門工場の建物内に展示されているため、見学には事前予約が必要である。 |
| MC.205V                  | レプリカ     |          | イタリア ヴァレーゼ県 | ヴォランディア公園・飛行博物館                           | 公開     | 静態展示 | 現在は屋外に展示されている。 |

## 仕様（C.205V）
出典: The Complete Book of Fighters
諸元
- 乗員: 1
- 全長: 8.85 m
- 全高: 3.04 m
- 翼幅: 10.58 m
- 翼面積: 16.8 m2
- 翼型: 根本：NACA 23018（改良型）；先端：NACA 23009（改良型）[50]
- 空虚重量: 2,581 kg
- 最大離陸重量: 3,900 kg
- 動力: フィアット RA.1050 R.C.58 ティフォーネ V-12倒立液冷ピストンエンジン、1100 kW    × 1

性能
- 最大速度: 642 km/h（高度7,200 m）
- 巡航速度: 400 km/h
- 航続距離: 950 km
- 実用上昇限度: 11,500 m
- 翼面荷重: 202.9 kg/m2
- 上昇時間：高度3,000 mまで2分40秒

武装
- 固定武装: 
・2 × 12.7 mmブレダSAFAT機関銃、400発、機首
・2 × 20 mm MG 151 機関砲、250発、主翼
- 爆弾: 2 × 160 kg

Video https://www.youtube.com/watch?v=y_rP5Hg6Bp0

## 登場作品
『R.U.S.E.』
イタリアの戦闘機として登場。
『War Thunder』
イタリアの陸軍ツリーのランク3～4に各型が3種類登場。プレイヤーも使用できる。

### 書誌情報
- Arena, Nino. Macchi 205 "Veltro" (in Italian). Modena: Mucchi Editore, 1994.
- Berrone, Pierluigi. "Macchi C. 205V Veltro, Royal Egyptian Air Force, Al Ballah, Egypt, 1949." Scale Aviation Modeller International, Volume 6, Issue 2, February 2000. Bedford, UK: SAM Publications.
- Cattaneo, Gianni. "Macchis Across The Med: Macchi C.202/205s in Egyptian Service". en:Air Enthusiast, No. 57, Spring 1995. Stamford, UK: Key Publishing. ISSN 0143-5450. pp. 75–77.
- D'Amico, Ferdinando. "I Veltro Dell'Asso di Cuori. (in Italian)" JP-4 Aviation Magazine, N.5, 1991.
- Dimensione Cielo – Aerei italiani nella 2° guerra mondiale – CACCIA ASSALTO 3 -Roma, Edizioni Bizzarri, 1972.
- Di Terlizzi, Maurizio. Macchi MC 205 "Veltro" (Aviolibri 1) (bilingual Italian/English). Roma, Italia: IBN Editore, 1997. ISBN 88-86815-55-7.
- Di Terlizzi, Maurizio. Macchi C.205 Veltro. Carrollton, TX, Squadron Signal  Publications 2008. ISBN 978-0-89747-572-3
- Duncan-Smith, Wilfred (Grp. Capt ret). Spitfire into Battle. Feltham, Middlesex, UK: Hamlyn Paperbacks, 1981. ISBN 0-7195-3831-9.
- Glancey, Jonathan  Spitfire: The Illustrated Biography. London: Atlantic Books, 2006. ISBN 978-1-84354-528-6.
- Green, William. "The Macchi-Castoldi Series." Famous Fighters of the Second World War-2.  London, Macdonald, 1962. No ISBN.
- Green, William and Gordon Swanborough. "The Interim Veltro... The Ultimate Castoldi." AIR Enthusiast Twenty-four, April–July 1984. Bromley, Kent, UK: Pilot Press Ltd., 1984.
- Lembo, Daniele. "Luigi Gorrini" (in Italian). Ali Tricolori, N.23, 2002.
- Lembo, Daniele. "The Macchi C.205N Orione"(in Italian). Aerei Nella Storia, N.17, p. 5.
- Malizia, Nicola. Aermacchi Bagliori di guerra (in Italian). Rome: IBN, 2006. ISBN 88-7565-030-6.
- Marcon, Tullio. "Malta: Difesa ad Oltranza Sinonimo di Vittoria. (in Italian)" Storia Militare, N. 81.
- Massiniello, Giorgio. "Dal Folgore al Veltro. (in Italian)" Storia Militare, N.150.
- Massiniello, Giorgio. "Due volte Asso" (in Italian). Storia Militare N.49, October 1997.
- Mattioli, Marco. "La Battaglia Aerea di Capo Pula, 2 Agosto 1943. (in Italian)" Ali tricolori, N.23, 2002.
- Matricardi, Paolo. Aerei militari: Caccia e Ricognitori. Milano, Mondadori Electa, 2006
- Mondey, David. The Hamlyn Concise Guide to Axis Aircraft of World War II. London: Bounty Books, 2006. ISBN 0-7537-1460-4.
- Neulen, Hans Werner. In the Skies of Europe. Ramsbury, Marlborough, UK: The Crowood Press, 2000. ISBN 1-86126-799-1.
- Nicolle, David. "Arab-Italian Fighters: Fiats and Macchis in Egyptian and Syrian Service 1948-1956". Air Enthusiast, No. 55, Autumn 1994, pp. 32–36. ISSN 0143-5450
- Pagliano, Franco. Aviatori Italiani (in Italian). Milano: Longanesi & C. 1969.
- Savic, Dragon and Boris Ciglic. Croatian Aces of World War II (Osprey Aircraft of the Aces-49). London: Oxford, 2002. ISBN 1-84176-435-3.
- Sgarlato, Nico. "La Produzione Aereonautica Italiana 1943–45 (in Italian)" Aerei Nella Storia, N.28, August 1998.
- Shores, Christopher, Hans Ring and William N. Hess. Fighters Over Tunisia. London: Neville Spearman Limited, 1975. ISBN 0-85435-210-4.
- Thompson, J. Steve with Peter C. Smith. Air Combat Manoeuvres: The Technique and History of Air Fighting for Flight Simulation. Hersham, Surrey, UK: Ian Allan Publishing, 2008. ISBN 978-1-903223-98-7.
- Winchester, Jim. "Macchi M.C.202 and M.C.205V." Aircraft of World War II (The Aviation Factfile). Kent, UK: Grange Books, 2004. ISBN 1-84013-639-1.